# Hilyard M. Brown
Hilyard M. Brown (16 de fevereiro de 1910 — 12 de outubro de 2002) é um diretor de arte estadunidense. Venceu o Oscar de melhor direção de arte na edição de 1964 por Cleopatra, ao lado de John DeCuir, Jack Martin Smith, Herman A. Blumenthal, Elven Webb, Maurice Pelling, Boris Juraga, Walter M. Scott, Paul S. Fox e Ray Moyer.

## Filmografia selecionada
- Creature from the Black Lagoon (1954)
- The Night of the Hunter (1955)
- Cleopatra (1963)